# Гао (аэропорт)
Международный аэропорт Гао (ИАТА: GAQ, ИКАО: GAGO) (старое название Корогусу (фр. Korogoussou)) — аэропорт в африканском государстве Мали. Расположен в 6 километрах на юго-востоке от города Гао.

## История
Основные события истории аэропорта связаны с военными действиями на территории Мали.
В 2012 году в ходе туарегского восстания, участники Национальное движение за освобождение Азавада захватили несколько городов, в том числе и Гао, в аэропорту которого повстанцы организовали военную базу, где хранили оружие и различную технику.
В январе 2013 года малийские и французские войска взяли аэропорт под свой контроль.
Народно-освободительная армия Китая, участвуя в миротворческих миссиях ООН и выполняя миссии по сопровождению, разработала более 10 маршрутов, чтобы избегать засады террористов при перемещении в аэропорт.
1 ноября 2016 года немецкие военные испытали беспилотный разведывательный летательный аппарат IAI Heron. Операция проводилась из аэропорта Гао и длилась 5 часов 40 минут.
В ноябре 2016 года здания используемые ООН, расположенные рядом с терминалом аэропорта были разрушены взрывом, ответственность за который взяла на себя группировка Аль-Мурабитун. Взрывчатку на территорию аэропорта провезли в двух машинах с маркировкой ООН. Аэропорт был временно закрыт из-за обломков на взлётно-посадочной полосе и необходимости разминировать невзорвавшийся автомобиль с 500 кг взрывчатки.
С августа 2018 три тяжеловесных вертолёта Boeing CH-47 Chinook ВВС Великобритании базировались в Гао и оказывали поддержку французской операции Бархан, но не принимали участия в боевых действиях.
В октябре 2018 года в рамках операции Newcombe Британские ВВС совершили первый рейс на Boeing C-17 в аэропорт Гао, для доставки тяжёлого оборудования на французскую базу.
В июле 2019 года группировка JNIM совершила нападение на КПП аэропорта, но не смогла попасть за периметр. Боевики ехали в форме малийских военных на машине в цветах ООН.